# 乙酸银
乙酸银，又名醋酸银，是无机化合物，结构式为CH3COOAg（或AgC2H3O2）。它是一种光敏感的白色晶状固体。它是一种有用的试剂，在实验室中作为水溶性银离子源，氧化阴离子。它已被用于一些戒烟药物中。

## 合成与结构
乙酸银可以由乙酸和碳酸银在45–60 °C反应合成。冷却至室温后，产物以固体析出。
{\displaystyle {\mathsf {Ag_{2}CO_{3}+2CH_{3}COOH\ {\xrightarrow {}}\ 2AgCH_{3}COO+CO_{2}\uparrow +H_{2}O}}}
它也可以在浓硝酸银水溶液中与乙酸钠作用，生成沉淀制得。
乙酸银的结构为一对乙酸配体桥接中心的两个银，形成八元Ag2O4C2环。

## 反应

### 羰基
乙酸银与一氧化碳（CO）一起，可以诱导伯和仲胺的羰基化。也可以使用其它银盐，但乙酸银产率最好。
{\displaystyle {\mathsf {2R_{2}NH+2AgOAc+CO\ {\xrightarrow {}}\ [R_{2}N]_{2}CO+2HOAc+2Ag}}}

### 加氢
乙酸银在吡啶溶液中吸收氢，并还原出金属银。

### 直接邻位芳基化
对于苄胺和N-甲基苄胺，乙酸银在直接邻位芳基化（装在芳环上的两个相邻的取代基）中是一种有用的试剂。该反应需要钯催化，乙酸银需稍过量。该反应比以前的邻位芳基化方法要短。

## 用途
在医疗领域，乙酸银被用于口香糖、喷剂和含片，防止吸烟者吸烟。这些产品中的银，随着烟进入吸烟者的口腔中，使吸烟者感受到不愉快的金属味，从而阻止他们吸烟。对500名成年吸烟者超过3个月的时间测试表明，含2.5毫克乙酸银的含片有“适当的疗效”。然而，一个为期12个月的测试却失败了。1974年，乙酸银在欧洲首次作为非处方戒烟含片（Repaton）推出，三年后推出了口香糖（Tabmint）。

## 安全
乙酸银对小鼠的腹腔注射LD50为36.7 mg/kg。低剂量的乙酸银使小鼠高度兴奋，运动失调，中枢神经系统受抑，呼吸困难，甚至死亡。美国FDA建议，醋酸银的短时摄入量应限制在756毫克；摄入过多可能会导致银中毒。

## 扩展阅读
- F. H. MacDougall, and S. Peterson. . The Journal of Physical Chemistry. 1947, 51 (6): 1346–1361. doi:10.1021/j150456a009.